# Quincieu
Quincieu é uma comuna francesa na região administrativa de Auvérnia-Ródano-Alpes, no departamento de Isère. Estende-se por uma área de 4,75 km². Em 2010 a comuna tinha 102 habitantes (densidade: 21,5 hab./km²).